# Anolis chloris
Anolis chloris (зелений аноліс Буленджера) — вид ігуаноподібних ящірок родини анолісових (Dactyloidae). Мешкає в Панамі, Колумбії і Еквадорі.

## Поширення і екологія
Зелені аноліси Буленджера мешкають на тихоокеанському узбережжі, від крайнього півдня Панами до північного заходу Еквадору. Вони живуть у вологих тропічних лісах на рівнинах і в передгір'ях, в Панамі на висоті 50 м над рівнем моря, в Колумбії на висоті до 1200 м над рівнем моря, в Еквадорі на висоті до 1700 м над рівнем моря.